# Martella pasteuri
Martella pasteuri là một loài nhện trong họ Salticidae.
Loài này thuộc chi Martella. Martella pasteuri được María Elena Galiano miêu tả năm 1996.